# Frappe aérienne de Togoga
La frappe aérienne de Togoga est une frappe aérienne menée le 22 juin 2021 par l'armée de l'air éthiopienne contre la ville de Togoga (en) (tigrinya : ቶጎጓ), dans le cadre de la guerre du Tigré.

## Attaque
Le 22 juin 2021, pendant une contre-attaque des rebels, la force aérienne éthiopienne bombarde le marché du village de Togoga, à environ 30 kilomètres de Mekele. 

## Réactions
Getachew Reda, porte-parole des rebelles tigréens, dénonce des bombardements qui « visent des civils et constituent une tentative désespérée de se venger sur le peuple du Tigré » et qui ont « pour but de détourner l’attention des pertes colossales de l’armée fédérale sur le champ de bataille ».